# Wapen van Soedan

Wapen van Soedan

Wapen van Soedan tussen 1956 en 1970.

Het wapen van Soedan is in 1969 ingevoerd. Het schild stamt uit de tijd van Mohammed Ahmad ibn Abd Allah, een zelfbenoemde mahdi die aan het eind van de 19e eeuw leefde.

## Beschrijving
Centraal in het wapen staat de secretarisvogel. Het schild dat de vogel draagt, is het schild van Mohammed Ahmad ibn Abd Allah. Zowel boven als onder de secretarisvogel is een tekstband aangebracht. In de tekstband bovenaan staat het motto van de staat: النصر لنا (an-naṣr lanā, De overwinning is aan ons) en onderaan staat de naam van de staat: جمهورية السودان (ǧumhūrīyat as-sūdān, Republiek Soedan).
Het zegel van Soedan is vergelijkbaar met het wapen van Soedan. Het wapen komt in goudkleurige versie terug in de presidentiële vlag van Soedan, dat ook op diverse overheidsauto's te zien is.
De secretarisvogel is gekozen als alternatief voor de Qoeraisjvalk, die in vele andere Arabische wapens terugkomt.

## Voormalig embleem
Van 1956 tot 1970 had Soedan een embleem dat de functie van het wapen verving. Hierop was een neushoorn te zien, omgeven door twee palmbomen en aan weerszijden een twijg van de olijfboom. Ten slotte stond de naam van het land (جمهورية السودان - Soedanese Republiek) in een band.
Algerije · Angola · Benin · Botswana · Burkina Faso · Burundi · Centraal-Afrikaanse Republiek · Comoren · Congo-Brazzaville · Congo-Kinshasa · Djibouti · Egypte · Equatoriaal-Guinea · Eritrea · Ethiopië · Gabon · Gambia · Ghana · Guinee · Guinee-Bissau · Ivoorkust · Kaapverdië · Kameroen · Kenia · Lesotho · Liberia · Libië · Madagaskar · Malawi · Mali · Marokko · Mauritanië · Mauritius · Mozambique · Namibië · Niger · Nigeria · Oeganda · Rwanda · Sao Tomé en Principe · Senegal · Seychellen · Sierra Leone · Soedan · Somalië · Swaziland · Tanzania · Togo · Tsjaad · Tunesië · Westelijke Sahara · Zambia · Zimbabwe · Zuid-Afrika · Zuid-Soedan
Afhankelijke gebieden:
Brits Territorium in de Indische Oceaan · Canarische Eilanden · Ceuta · Melilla · Madeira · Mayotte · Réunion · Sint-Helena · Tristan da Cunha